# 围捕 (第二次世界大战)
在第二次世界大战时期，围捕（波蘭語：łapanka,[waˈpanka]  试听；法語： 或 ）是纳粹德国在各占领国广泛采用的一种安全和经济剥削策略。在德占波兰，党卫队、国防军和德国警察在城市街道上随机抓捕数千名平民。平民被一群不引人注目的路人抓捕，或者从德国军队事先包围的特定城市区域被绑架。
被围捕的人通常被派往德国用作奴工，但也有的被当作人质，或在报复行动中处决、被监禁并送往集中营、或在多个种族清洗行动中被集体处决。

## 历史

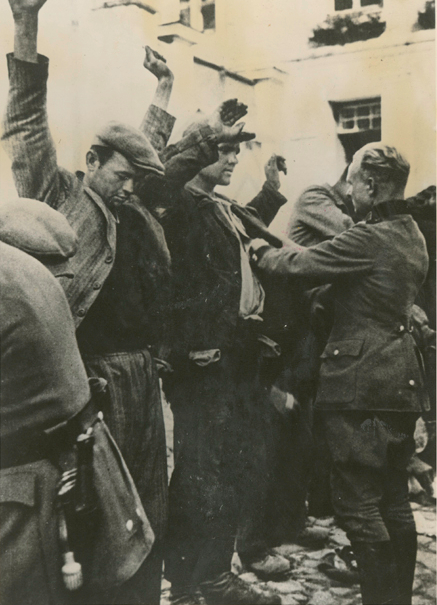
1941年华沙的街头围捕

łapanka一词出自波兰语动词（抓捕），原为波兰语中对儿童游戏“鬼抓人”的称谓，是一个带有讽刺意味的称呼。 
“围捕——或者说以波兰名字lapanka被人们熟知的行动——成为了华沙生活的一个基本特征，并促使双方的恶意加重。……整条街道被警察和士兵封锁，被抓捕的男女大多被车拉到集中营，或是送到帝国当作奴工。可以装满电车和火车车皮的人被像牲畜一样赶上卡车，不论是否有工作文档；他们中的许多人再也没能看到家乡和家人。”Ron Jeffery回忆录，1943年

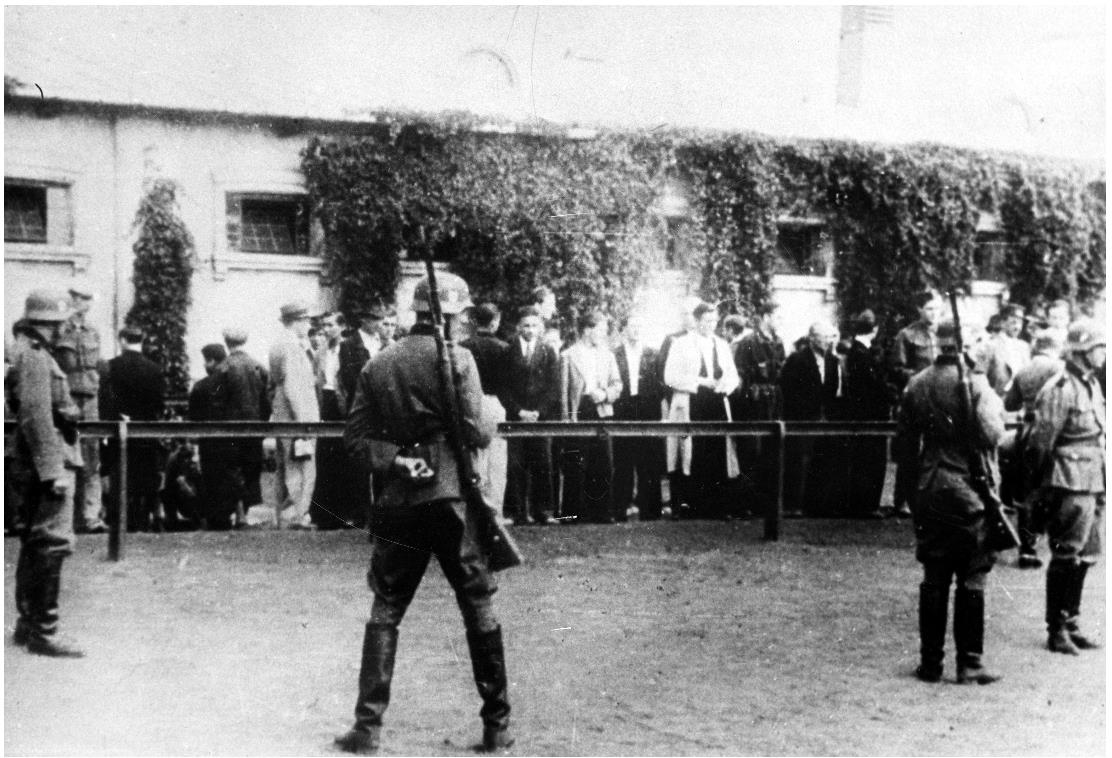
1942年，华沙什沃勒热鲁夫街中转营地中的围捕受害者

大多数被围捕的人都被运送到劳改营（Arbeitslager），如奥斯威辛集中营等。许多波兰妇女被选做军妓。许多波兰儿童被绑架以便德国家庭收养。没有正确证件或携带违禁品的人被运往集中营和灭绝营。藏匿的犹太人和因协助藏匿而被通缉的波兰人被就地枪杀。 
围捕还用于描述封锁街道，以及系统搜索建筑物的策略。对于20岁到30多岁的年轻人来说，唯一可靠的防止被纳粹带走的方法是拥有一张身份证（称为Ausweis），证明该持有人是由德国公司或当地政府机构雇用的（例如城市公用事业或铁路）。1940年12月5日晚，大批波兰人被纳粹从华沙的咖啡馆和餐馆带走，其中许多人正是在文件检查后被释放的。

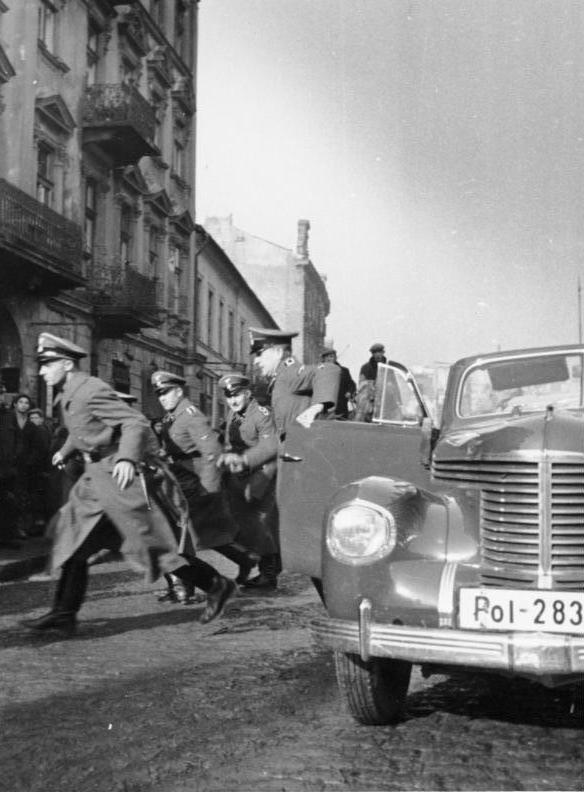
黨衛隊保安處在德占波兰实施围捕行动

据估计，在1942年至1944年间，仅在华沙一地的纳粹围捕行动每天就至少有400名受害者，有些日子的数量达到数千人。1942年9月19日，近3000名男女被列车运送到德国做奴工，他们是在先前两天的大规模围捕中在华沙各地被捕的。

## 围捕的目标地区

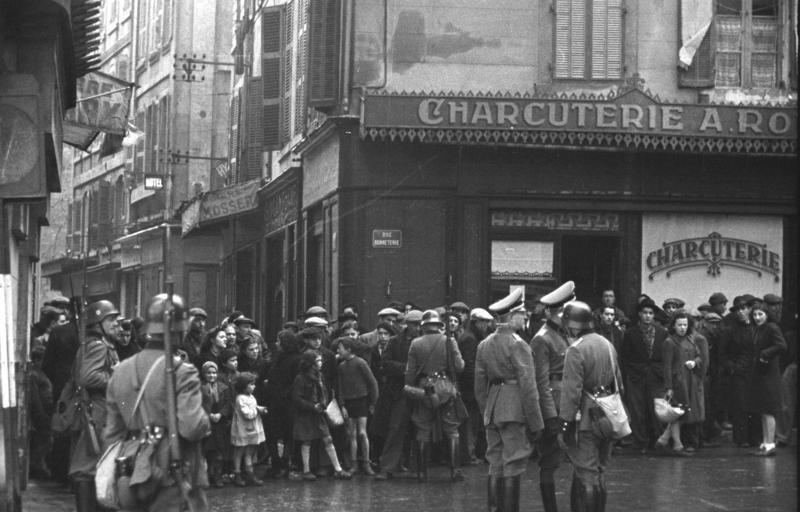
纳粹德国在法国马赛的围捕（rafle）

纳粹德国在波兰实施的围捕最为频繁；此外，德国人在其他占领国也实施了围捕，尤其是在法国北部。在法语中，围捕被称作rafle，主要用于称呼针对法国犹太人的围捕。在丹麦和荷兰，纳粹的围捕被称为razzia. 
从历史的角度来看，被称作razzia的围捕在法国殖民地时期用于称呼来自西非和中非的穆斯林袭击，特别指旨在掠夺和捕获奴隶的袭击。由图瓦雷克人实施的这类袭击又被称作rezzou（参见巴巴里奴隶贸易）。这个词来源于阿尔及利亚阿拉伯语口语的ġaziya一词，后来成为任何掠夺行为的比喻名称；其动词形式为razzier。苏联人在1939年入侵波兰之后，使用类似的策略围捕苏占区的中产阶级波兰人，将男人、妇女和儿童运往苏联偏远地区的劳改营。

## 波兰抵抗运动

华沙围捕

1940年，波兰救国军特工威托德·皮雷茨基利用一次围捕进入当时为关押波兰囚犯所设的奥斯威辛集中营。在那里，他收集了营地的第一手情报，并组织了囚犯抵抗。1940年9月19日，在华沙一次围捕期间，皮雷茨基故意走上街头，和其他平民一同被德国人逮捕。奥斯威辛集中营是进入隔都之后波兰人的主要目的地。皮雷茨基在奥斯维辛组织了军事组织协会（Związek Organizacji Wojskowej, ZOW），并于1940年11月向华沙的救国军总部发送了关于集中营和种族灭绝的第一份报告。

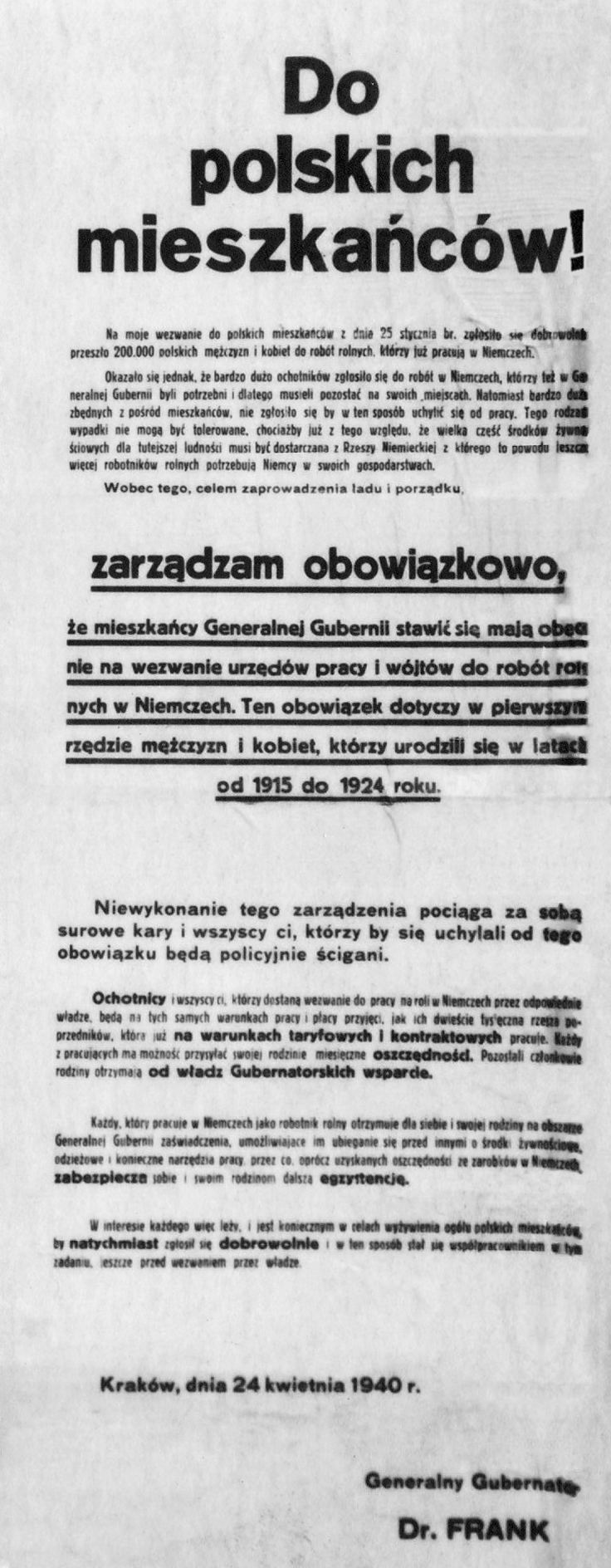
1940年，汉斯·弗兰克发布的强迫劳动公告

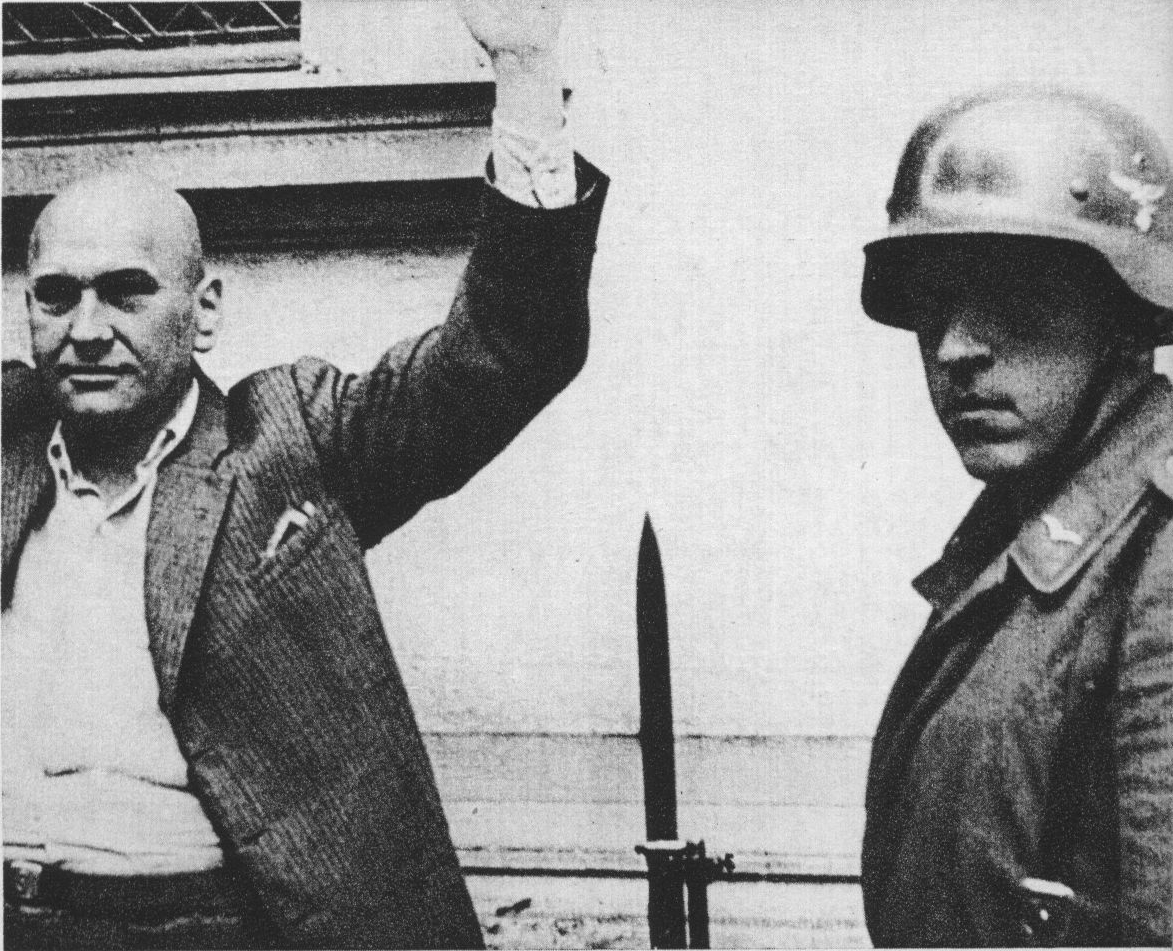
1939年9月8日的比得哥什围捕中，波兰平民被德国空军士兵看管

为报复纳粹实施的恐怖围捕，波兰抵抗运动袭击了德国军队，并准备了因对平民犯罪而须抹杀的纳粹领导人名单。负责组织围捕的纳粹人员——如当地失业办公室成员、党卫队、保安处和德国警察——因在波兰被占领期间对波兰公民犯下的罪行被波兰地下特别法庭判处死刑。由于警察突出的残忍行径，救国军1943年杀死了361名宪兵、1944年杀死了584名。仅在华沙，每天就有十名德国人丧生。1942年8月到12月期间，救国军对德国政府和恐怖机构成员发动了87次袭击。1943年，这一数字急剧上升——仅在当年前四个月，救国军就发动了514次袭击。在名为“猎头行动”（Operacja Główki）的地下行动中，来自救国军牵制局的波兰地下作战部队消灭了以下围捕组织者： 
1. 库尔特·霍夫曼（Kurt Hoffman）：华沙失业办公室主任，负责组织围捕波兰人。由救国军于1943年4月9日处决。[12]
2. Hugo Dietz：霍夫曼的助手。1943年4月13日处决。
3. Fritz Geist：失业办公室主任。1943年5月10日被杀。
4. Willi Lübbert：在失业办公室工作，组织过围捕波兰人并送往纳粹劳改营的行动。1944年7月1日处决。
5. Eugen Bollodino：在失业办公室工作，组织过围捕波兰人并送往纳粹劳改营的行动。由战斗巡逻队DB-17于1944年6月8日处决。

## 大众文化
德国占领下的华沙最流行的歌曲《斧子与锄头》（Siekiera，motyka）便是以批判德国的围捕为主题。1943年，波兰救国军宣传委员会出版的地下出版物《听着，伙计们……》（Posłuchajcie ludzie...）一书中发布了这首歌。在德国占领结束后，这首歌也在几本书和唱片中被复制。1946年，该曲出现在伦纳德·布奇科夫斯基执导的波兰战后首部电影《禁曲》中。

## 注解
1. ↑  Jeffery 1989，第125,130,132頁.
2. 1 2  Bartoszewski 1974，第303-304頁.
3. ↑  Jeffery 1989.
4. ↑  Bartoszewski 1974，第167頁.
5. ↑  Davies 1996，第1002-3頁.
6. 1 2  Snyder 2010，第281頁.
7. ↑  Jozef Garlinski (1975), Fighting Auschwitz: the Resistance Movement in the Concentration Camp, Fawcett, ISBN 0-449-22599-2; reprinted by Time Life Education, 1993. ISBN 0-8094-8925-2.
8. ↑  Cyra, Adam. . Oświe̜cim: Chrześcijańskie Stowarzyszenie Rodzin Oświe̜cimskich. 2000  [2022-06-12]. ISBN 9788391200032. OCLC 723639603. （原始内容存档于2021-03-15） （波兰语）.
9. ↑  Edelheit 1994，第407頁.
10. ↑  Witkowski 1984.
11. ↑  Duraczyński, Eugeniusz. . Wiedza Powszechna. 1974  [2019-05-14]. （原始内容存档于2021-03-15） （波兰语）.
12. ↑  Bartoszewski 1974.
13. ↑  Salmonowicz, Stanisław. . Warszawa: Wydawn. Szkolne i Pedagogiczne. 1994: 255  [2022-06-12]. ISBN 9788302055003. OCLC 722295226. （原始内容存档于2021-03-15） （波兰语）.